# Quercus blakei
Quercus blakei és una espècie de roure que pertany a la família de les fagàcies i està dins del subgènere Cyclobalanopsis, del gènere Quercus.

## Descripció
Quercus blakei és un arbre perennifoli que creix entre els 10-15 m d'alçada, però n'arriba als 30 m. Les branques són glabres, amb nombroses lenticel·les en les branques velles de 2 anys. Les fulles fan 8-17 x 2-4 cm, estretament el·líptic-ovals a oval-lanceolades, coriàcies, de color verd brillant per sobre i densament tomentoses per sota (les fulles joves tenen un toment vermellós). El marge és sencer, apical mitjà dentada; cuneades base. L'àpex és acuminat, amb 8-14 parells de nervis laterals, revés alçar. Els pecíols són primes, glabres, d'1,5-3 cm de llarg. Les flors femenines floreixen cap al març, en inflorescències de 2 cm. Les glans són ovoides que fan 2,5-3,5 cm de llarg x 1,5-3 cm de diàmetre, soles o en parelles. La tassa és fina (1 mm), fa 5-10 mm de llarg x 20-30 mm d'ample, amb 6-7 anells denticulats en la vora exterior. La superfície és de color gris marró tomentós, ataronjat i sedós a dins, aplanat, que cobreix només la base de la nou. La cicatriu basal de 7-11 mm d'ample, plana o impresa. L'estil és persistent, glabrescent. Les glans maduren al cap d'1 any.

## Distribució i hàbitat
Quercus blakei creix a les províncies xineses de Guangdong, Guangxi, Guizhou i Hainan), a Laos i al Vietnam, als densos boscos de les valls de muntanya, entre els 100 i 2500 m.

## Taxonomia
Quercus blakei va ser descrita per Sidney Alfred Skan i publicat a Hooker's Icones Plantarum 27(3): pl. 2662. 1900.
Etimologia
Quercus: nom genèric del llatí que designava igualment al roure i a l'alzina.
blakei: epítet